# コウザキシダ

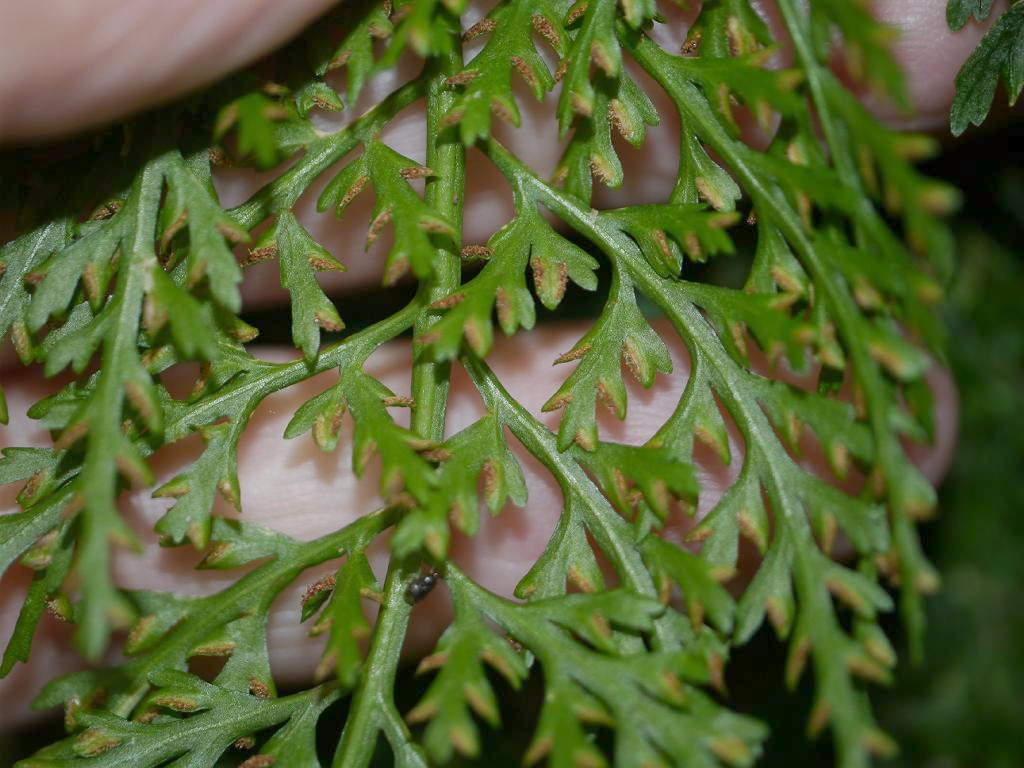
葉裏・胞子嚢群が見える

コウザキシダ Asplenium ritoense はチャセンシダ科のシダ植物の1種。葉は細かく裂けてヒノキシダに似る。

## 特徴
常緑性の多年生草本。根茎は短くて立つか斜めに出て、鱗片が多く、多くの葉を束に出す。鱗片は暗褐色で格子状、披針形から線形で先端は鋭く細く尖り、立ち上がるように着く。長さは3-6mmで、縁には突起がある。
葉柄は長さ5-20cm、扁平で緑色、基部には鱗片がある。葉身は2-4回羽状複葉に細かく分かれ、全体としては卵形から三角状長楕円形で長さ10-18cm。先端は1-4cmばかりが細長く飛び出し、この部分は単羽状になっている。各段階の裂片の軸には翼があり、羽片や小羽片には短い柄がある。最先端の裂片は披針形で先端は尖っていることも丸くなっていることもあるが、縁は滑らかで、長さ3mm、幅は1-1.5mm、脈は1本だけ入る。葉は全体に無毛、葉質は柔らかく、緑色。胞子嚢群は裂片に1個あり、長楕円形。包膜は長さ2-4mmで、宿在する。胞子嚢群の位置は裂片に入る脈の前側で、あまり長くはならない。
和名の由来は不明で、牧野(1961)は地名によると思われるが不明とし、対馬の神崎を具体的にあげている。

## 分布と生育環境
本州では房総半島、伊豆半島、東海地方、紀伊半島、淡路島、それに山口県、四国、九州、琉球列島と伊豆諸島に知られる。国外では済州島、台湾、中国南部に分布する。
木陰の岩の上や、時に地上に生える。山林内から、時に道路脇にまで姿を見せる。

## 近縁種・類似種
同属のヒノキシダ A. prolongatum に似てはいるが、葉の裂け方や裂片の形から紛らわしいものではない。具体的にはこの種では葉先が細長く伸び出し、そこに不定芽を生じるが、本種ではそのようなことがないこと、より葉身が幅広いことなどが区別点になる。またヒノキシダは森林内に生え、本種のように道ばたにまで出現することはまずない。
なお、やはり同属でも形や大きさはずいぶん異なるクルマシダ A. wrightii との間には雑種のハヤマシダ A. ×shikokianum が出来ることが知られている。